# Hornsund
Hornsund (en polaco: Polska Stacja Polarna, Hornsund) es una estación polar polaca en el fiordo de Hornsund, en la isla de Spitsbergen, Svalbard, Noruega.

## Historia
La Estación de Hornsund, se erigió en julio de 1957 por la Academia Polaca de Ciencias. La expedición estuvo a cargo del geólogo Stanislaw Siedlecki.

## Geografía
La Estación de Hornsund, se localiza geográficamente entre los 77º00' N y los 15º33' E. se ubica al sur de Spitsbergen, sobre el fiordo de Hornsund, a unos 10 m s. n. m. La estación es operada por 8 personas, que residen permanentemente. La lengua utilizada es el polaco.